# James Cameron (Missionar)
James Cameron (* 1799/1800, Perthshire, Schottland; † 3. Oktober 1875) war ein schottischer Zimmerei-Kunsthandwerker und Missionar, dessen Arbeit in Madagaskar mit der London Missionary Society (1826–1835; 1861–1875), die sich über einen Zeitraum von 23 Jahren erstreckte, eine entscheidende Rolle bei der Christianisierung und Industrialisierung von Madagaskar hatte.

## Leben

### Jugend
Cameron wurde in Little Dunkeld in Perthshire, Schottland, am 6. Januar 1800 getauft. Er war ein direkter Nachkomme des Chief of Glencoe vom Clan Maclaine of Lochbuie (MacIain). Seine Jugend verbrachte er in und um Murthly Castle, wo er auch das Zimmererhandwerk erlernte. Sein Vater Thomas war Bediensteter des Laird of Murthly. Die London Missionary Society in Madagaskar, die 1820 gegründet worden war, akzeptierte Camerons Bewerbung fünf Jahre später, als er 25 Jahre alt war. Vor seiner Ausreise nach Madagaskar, wo er im September 1826 ankam, zur Zeit des progressiven Königs Radama I., verbrachte er ein Jahr in Manchester. Dort half er bei der Herstellung von Maschinen, die später in Amparibe, Madagaskar, eingesetzt wurden, um die Baumwollspinnerei zu modernisieren.

## Erster Missionsaufenthalt in Madagaskar
Madagaskar stand zu dieser Zeit unter der Herrschaft der Merina–Monarchie. Cameron begann in Ambatonakanga mit der Errichtung des ersten christlichen Gotteshauses und der ersten Schule nach europäischem Vorbild, wo er 600 junge Madegassen beschäftigte und in der Konstruktion von Maschinen unterrichtete. Er führte 1826 die Herstellung von Ziegeln ein, eine Technologie, die später in einem neuen Architekturstil ihren Niederschlag fand, der sich schnell im Hochland von Madagaskar weit verbreitete. Camerons Ziegelhaus in Ambatonakanga diente dabei als Modell. Er war auch  mitverantwortlich für die Einrichtung der ersten Druckpresse auf der Insel, mit der eine Übersetzung der Bibel ins Malagasy gedruckt wurde. Cameron war auch einer der Hauptplaner für eine Pulver-Manufaktur in Imerina und half mit bei der Herstellung der Hydraulik für den Anosy-See, einem künstlichen See nahe dem heutigen Antananarivo.
Nach dem Tod von Radama I. 1828 kam seine Frau, Königin Ranavalona I., auf den Thron. Sie versuchte die Insel wieder vom Einfluss der Ausländer zu befreien. Sie verbot christliche Proselytenmacherei und verfolgte grausam die jungen Gläubigen. Eine Traueransprache zu seinem Begräbnis schreibt es Cameron zu, dass die LMS weiterhin bis 1835 auf der Insel tätig sein konnte, wenn auch mit starken Einschränkungen:

„Die Missionare wurden zusammengerufen und befragt, ob sie den Menschen nicht etwas Nützlicheres beibringen könnten, wie zum Beispiel Seifenherstellung aus Materialien, die vor Ort vorhanden waren. Es war offensichtlich, dass die Regierung sie ausweisen würde, sofern keine positive Antwort gegeben werden konnte. Die Missionare erwarteten ihre Hilfe von Mr. Cameron; und nach einer Woche Überlegen und Probieren, konnte er den Boten der Regierung mit zwei kleinen Stücken annehmbar weißer Seife gegenübertreten und dem Versprechen, die Manufaktur fortzusetzen … Es gibt keinen Zweifel, dass die Fortsetzung der Mission von 1829 bis 1835 hauptsächlich, wenn nicht sogar gänzlich auf dem Begehr der Regierung basierte, die Dienste von Mr. Cameron und einem oder zwei weiteren Handwerkern in Anspruch zu nehmen.“

1835 war der Druck auf die Missionare jedoch so stark geworden, dass das gesamte LMS–Team Madagaskar verließ.

## Südafrika
Von 1835 bis 1863 setzte Cameron seine Missions-Tätigkeit in der Kapprovinz im heutigen Südafrika fort, wo er mit seiner Frau Mary († 10. Oktober 1864, Kapstadt), seinen Kindern und Enkeln lebte, im Handel tätig war und zugleich als Surveyor für die Corporation of Cape Town arbeitete. Sein Enkel Hugh MacDonald Cameron wurde der erste Registrar der University of Cape Town. 1853 wurde Cameron von der Regierung von Mauritius erfolgreich eingesetzt, um mit Ranavalona I. die Bedingungen für Handelsbeziehungen neu auszuhandeln, nachdem der Handel zwischen Madagaskar und Mauritius 1845 durch französische und britische Attacken auf den Handelshafen Toamasina im Osten von Madagaskar zum Erliegen gekommen war.

## Zweiter Missionsaufenthalt in Madagaskar
Ranavalonas Tod 1861 und die folgende Öffnung durch ihren Sohn Radama II. öffnete Madagaskar auch wieder für die Aktivitäten der christlichen Missionare. Cameron kehrte sofort zurück und nahm neben seiner Missionstätigkeit zahlreiche Ingenieurs-Projekte in Angriff. Er plante mehrere Gebäude des Rova-Komplexes in Antananarivo, unter anderem das Manampisoa (1866), eine königliche Grablege (1868) und die Steinfassade des Königinnen-Palastes (Manjakamiadana, 1869). Die Türme des Manjakamiadana waren eine Reminiszenz an die Türme von Murthly Castle in Schottland, wo Cameron seine Kindheit verbracht hatte. Er beaufsichtigte den Bau der Memorial Church bei Faravohitra und einer weiteren bei Analakely, den Bau eines Krankenhauses, mehrerer Missionshäuser und Dorfkirchen sowie eines Wasserrades für den Antrieb einer Munitionsfabrik bei Anosimahavelona. Außerdem vermaß und kartografierte er als Erster Imerina und die Region um Fianarantsoa.
1864 folgte ihm seine Tochter Mary, die in einer Mädchenschule in Antananarivo bis 1875 unterrichtete.